# Palacio de las cadenas
Het paleis van Vázquez de Molina of de las Cadenas is een paleis uit de Renaissance in de Spaanse stad Úbeda, in de provincie Jaén. Het is gelegen op het Vázquez de Molina-plein en is sinds 1850 de zetel van de gemeenteraad. Het Renaissance Interpretatiecentrum bevindt zich in de onderste kelder. Het maakt deel uit van het renaissancistische monumentale complex van Úbeda, dat samen met dat van Baeza in 2003 door UNESCO tot werelderfgoed werd verklaard. Het heeft ook de status van cultureel erfgoed.
Het pand, gebouwd door Juan Vázquez de Molina in de 16e eeuw, staat bekend als Palacio de las Cadenas, volgens sommigen vanwege de ketens die de vismarkt omringen. Alles lijkt erop te wijzen dat de toponymie is afgeleid van de toewijding die het pand kreeg nadat het was omgebouwd tot het Dominicaanse klooster van Madre de Dios de las Cadenas.
Volgens andere auteurs verwijst de symboliek en benaming van "de kettingen" naar een oude Castiliaanse traditie, aangezien er huizen en paleizen zijn die kettingen worden genoemd in de hele geografie, verwijzend naar de privileges of hoge rang van de heer des huizes, wiens jurisdictie het is. kan worden beschouwd als van vergelijkbare rang als de echte

## Geschiedenis
Juan Vázquez de Molina, neef van Francisco de los Cobos en staatssecretaris van Filips II van Spanje, gaf opdracht om het te bouwen als een privéwoning. De werken aan het paleis werden uitgevoerd tussen 1546 en 1565, toen de promotor verschillende stedelijke landgoederen van de stad kocht, waaronder de oude gevangenis.
Na de dood van de eigenaar zonder problemen, werd het paleis eigendom van een gemeenschap van Dominicaanse nonnen, genaamd Madre de Dios de "Las Cadenas". Het werd hervormd om het aan te passen aan een klooster, en een wonderbaarlijke wanddecoratie werd voltooid, die nog steeds gedeeltelijk bewaard is gebleven. In 1873, na de confiscatie, werd het de gemeenteraad.
Het werd uitgeroepen tot historisch-artistiek monument, behorend tot de Nationale Kunstschat, op 3 juni 1931 door middel van een decreet gepubliceerd in de Madrid Gazette met de handtekening van de voorlopige president van de Republiek Niceto Alcalá-Zamora en de minister van Openbaar onderwijs en schone kunsten. Arts Marcelino Domingo en Sanjuan.  Momenteel heeft het de status van patrimonium van cultureel belang.

## Beschrijving
In renaissancestijl werd het ontworpen door de architect Andrés de Vandelvira, die de vrijheid nam om dit paleis als een Romeins huis te ontwerpen, helemaal gratis, en zijn hele structuur rond een grote binnenplaats met een fontein in het midden creëerde. Op deze binnenplaats wordt het witte marmer van de zuilen in Genuese stijl gecombineerd met de gouden steen en de witgekalkte gewelven, waardoor een polychroom beeld ontstaat dat meer typerend is voor de Renaissance in Florence.

### Exterieur
De indrukwekkende façade is verdeeld in drie horizontale lichamen en zeven verticale straten van verschillende nauwelijks waarneembare breedtes om een zeker optisch effect van degelijkheid te bereiken. De tweede verdieping bestaat uit balkons met puntgevels en op de derde vinden we patrijspoorten. Het derde deel presenteert patrijspoorten in zijn secties, een directe lening van Pedro de Machuca en zijn paleis van Carlos V in het Alhambra. Dit lichaam wordt bekroond door een gedurfde, hoog gevlogen kroonlijst. Om het gewicht in de hoeken van zulke enorme lijstwerk tegen te gaan, plaatst de bouwer twee slanke en mooie lantaarns in de hoeken, wat het ontwerp een uitzonderlijke gratie en stevigheid geeft, waarbij de invloed van Esteban Jamete merkbaar is in de Atlantiërs en kariatiden die de zolder sieren en de grote voorwaarts.

### Interieur
Als u door de hoofdentree loopt, komt u in een ruime hal. Vervolgens komt het terras. Op de klassieke mediterrane manier structureert de patio de interne verdeling van de kamers. Aan de achterkant is er nog een ingang (deze keek uit op de carmen en de tuin van het paleis), gemaakt in de 20e eeuw, die meestal wordt gebruikt als toegang tot het huidige stadhuis. Het heeft een aantal kettingen die de prachtige vismarkt aan de voorkant afbakenen en waaraan het zijn naam te danken heeft. Twee prachtige stenen leeuwen bewaken de ingang van de vismarkt.
De plenaire zaal, met een sterke negentiende-eeuwse smaak, is versierd met doeken van de schilder José Tamayo uit Ubeta. In de voorkamer, of Permanents Room, een prachtig gotisch paneel van de Virgen de los Remedios (die we heel goed zouden kunnen definiëren als de Maagd van de gemeentelijke rechtsgebieden), overgebracht van de oude Plaza de Toledo.
Andere interessante werken in het gebouw zijn een canvas van Blas Muñoz, dat Sint-Franciscus voorstelt (uit het Prado Museum), een portret van Isabel II, geschilderd door Esquivel, verschillende Italiaanse kopieën, 16e-eeuws meubilair, enz.
De lage façade is prachtig versierd met gejuich, getrokken door de beroemdste personages van die tijd in zijn herdenking.

## Kamer van het Historisch Archief van de Raad van Úbeda
Onder een prachtig Mudejar-cassetteplafond is de enorme ruimte op de bovenste verdieping van het paleis de kamer waar het waardevolle Ubeta-archief is gehuisvest.
Het gemeentearchief van Úbeda ontstaat, zonder de noodzaak van een specifieke scheppingsnorm, uit de definitieve verovering van de stad door Ferdinand III in 1233. Het loutere bestaan van de Ubeta-raad, met de wettelijke bevoegdheden om in te grijpen in het sociale en politieke leven en economische aspecten van de gemeenschap gevestigd in haar jurisdictie, genereert een activiteit van in wezen juridische en administratieve aard die, schriftelijk gedocumenteerd, de oorsprong van het archief vormt.
Deze diplomatieke verzameling, samen met de rest van de middeleeuwse documenten en notarissen, is een zeer belangrijke bron voor de studie van niet alleen de activiteit in de stad Úbeda, maar van de hele Alto Guadalquivir en, tot op zekere hoogte, van de hele christelijke Andalusië. Men mag niet vergeten dat Úbeda, samen met Sevilla, Córdoba en Baeza een van de vier grootste steden in Andalusië, zo genoemd ten tijde van de herovering.